# Großer Preis von Monaco 2005
Der Große Preis von Monaco 2005 (offiziell Formula 1 Grand Prix de Monaco 2005) fand am 22. Mai auf dem Stadtkurs Circuit de Monaco in Monte Carlo statt und war das sechste Rennen der Formel-1-Weltmeisterschaft 2005.

## Berichte

### Hintergrund
Nach dem Großen Preis von Spanien führte Fernando Alonso in der Fahrerwertung mit 18 Punkten vor Jarno Trulli und mit 27 Punkten vor Kimi Räikkonen. In der Konstrukteurswertung führte Renault mit 18 Punkten vor Toyota und mit 25 Punkten vor McLaren-Mercedes.
Aufgrund der nachträglichen Disqualifikationen der beiden BAR-Honda-Piloten Jenson Button und Takuma Satō nach dem Großen Preis von San Marino wurde das Team für zwei Rennen gesperrt. Es traten demnach erneut 9 Teams mit 18 Fahrern an. Bei Red Bull startete erneut Vitantonio Liuzzi für den eigentlichen Stammfahrer Christian Klien.
Mit Michael Schumacher (fünfmal), David Coulthard (zweimal), Trulli und Juan Pablo Montoya (jeweils einmal) traten vier ehemalige Sieger zu diesem Grand Prix an.

### Training
Die letzten sechs Teams der Konstrukteursmeisterschaft 2004 waren berechtigt am Freitag im freien Training ein drittes Auto einzusetzen. Diese Fahrer fuhren am Freitag, traten aber weder im Qualifying noch im Rennen an. Alexander Wurz (McLaren-Mercedes), Klien (Red Bull), Ricardo Zonta (Toyota) und Robert Doornbos (Jordan) nahmen in dieser Funktion an den Freitagstrainings teil.
Im ersten freien Training am Freitag war Montoya mit 1:17,152 Minuten Schnellster vor Alonso und Klien. Im zweiten freien Training am Freitag fuhr Alonso mit 1:15,835 Minuten die schnellste Zeit vor Wurz und Coulthard.
Im dritten freien Training am Samstag war Montoya mit 1:16,197 Minuten wieder vorne, gefolgt von Giancarlo Fisichella und Ralf Schumacher. Im vierten und letzten freien Training am Samstag fuhr Fisichella dann in 1:13,988 Minuten die schnellste Runde vor Alonso und Räikkönen.

### Qualifikation
Im ersten Qualifikationsdurchgang am Samstagnachmittag fuhr Räikkönen die beste Rundenzeit. Alonso und Mark Webber folgten auf den Plätzen zwei und drei. 
Im zweiten Qualifikationsdurchgang am Sonntagvormittag fuhr dann Alonso die Bestzeit. In der Addition sicherte sich dann Räikkönen dann seine sechste Pole-Position vor Alonso und Webber.

### Rennen
Den Sieg errang Räikkönen, der das gesamte Rennen anführte. Beim Start behauptete der Finne seine Position, gefolgt von Alonso, Fisichella und Trulli.
In Runde 23 drehte sich der bereits überrundete Christijan Albers mitten in der Mirabeau-Kurve, daraufhin kollidierte Michael Schumacher irreparabel mit Coulthard, der langsamer geworden war, um dem Niederländer auszuweichen. Die Strecke wurde vorübergehend gesperrt und das Safety-Car wurde auf die Strecke geschickt, um den Streckenposten den Neustart des Minardi zu ermöglichen, der die Durchfahrt blockierte. Die beiden Renaults nutzten die Neutralisierung, um in Runde 25 gemeinsam anzuhalten, was Räikkönen angesichts der höheren Kraftstoffladung, mit der er startete, nicht tat. Mit dem Ende des Safety-Cars begann Räikkönen, schnelle Runden zu fahren und schafft es nach seinem einzigen Boxenstopp in Runde 42, die Führung des Rennens vor Alonso zu behaupten, der in der Schlussphase des Rennens einen Reifenschaden erlitt und von den beiden Williams von Nick Heidfeld und Webber (beide mit Zwei-Stopp-Strategie) überholt wurde. Alonso wurde Vierter, dicht gefolgt von Montoya, der ebenso wie Ralf Schumacher von hinten startete, vor den beiden Ferrari von Michael Schumacher und Rubens Barrichello, die die Punkteränge abschlossen. Für Räikkönen war es der vierte Sieg in der Formel-1-Weltmeisterschaft.
In der Fahrerwertung blieb Alonso vorne, dahinter überholte Räikkönen Trulli und war nun erster Verfolger. In der Konstrukteurswertung überholte McLaren-Mercedes Toyota für den zweiten Platz. Renault blieb vorne.

## Meldeliste
| Team                       | Nr. | Fahrer               | Chassis        | Motor                 | Reifen |
| -------------------------- | --- | -------------------- | -------------- | --------------------- | ------ |
| Scuderia Ferrari Marlboro  | 01  | Michael Schumacher   | Ferrari F2005  | Ferrari 3.0 V10       | B      |
| Scuderia Ferrari Marlboro  | 02  | Rubens Barrichello   | Ferrari F2005  | Ferrari 3.0 V10       | B      |
| Mild Seven Renault F1 Team | 05  | Fernando Alonso      | Renault R25    | Renault 3.0 V10       | M      |
| Mild Seven Renault F1 Team | 06  | Giancarlo Fisichella | Renault R25    | Renault 3.0 V10       | M      |
| BMW-Williams F1 Team       | 07  | Mark Webber          | Williams FW27  | BMW 3.0 V10           | M      |
| BMW-Williams F1 Team       | 08  | Nick Heidfeld        | Williams FW27  | BMW 3.0 V10           | M      |
| West McLaren-Mercedes      | 09  | Kimi Räikkönen       | McLaren MP4-20 | Mercedes-Benz 3.0 V10 | M      |
| West McLaren-Mercedes      | 10  | Juan Pablo Montoya   | McLaren MP4-20 | Mercedes-Benz 3.0 V10 | M      |
| West McLaren-Mercedes      | 35  | Alexander Wurz       | McLaren MP4-20 | Mercedes-Benz 3.0 V10 | M      |
| Sauber Petronas            | 11  | Jacques Villeneuve   | Sauber C24     | Petronas 3.0 V10      | M      |
| Sauber Petronas            | 12  | Felipe Massa         | Sauber C24     | Petronas 3.0 V10      | M      |
| Red Bull Racing            | 14  | David Coulthard      | Red Bull RB1   | Cosworth 3.0 V10      | M      |
| Red Bull Racing            | 15  | Vitantonio Liuzzi    | Red Bull RB1   | Cosworth 3.0 V10      | M      |
| Red Bull Racing            | 37  | Christian Klien      | Red Bull RB1   | Cosworth 3.0 V10      | M      |
| Panasonic Toyota Racing    | 16  | Jarno Trulli         | ToyotaTF105    | Toyota 3.0 V10        | M      |
| Panasonic Toyota Racing    | 17  | Ralf Schumacher      | ToyotaTF105    | Toyota 3.0 V10        | M      |
| Panasonic Toyota Racing    | 38  | Ricardo Zonta        | ToyotaTF105    | Toyota 3.0 V10        | M      |
| Jordan Grand Prix          | 18  | Tiago Monteiro       | Jordan EJ15    | Toyota 3.0 V10        | B      |
| Jordan Grand Prix          | 19  | Narain Karthikeyan   | Jordan EJ15    | Toyota 3.0 V10        | B      |
| Jordan Grand Prix          | 39  | Robert Doornbos      | Jordan EJ15    | Toyota 3.0 V10        | B      |
| Minardi F1 Team            | 20  | Patrick Friesacher   | Minardi PS05   | Cosworth 3.0 V10      | B      |
| Minardi F1 Team            | 21  | Christijan Albers    | Minardi PS05   | Cosworth 3.0 V10      | B      |

Anmerkungen
1. 1 2 3 4  Nahm nur am Freitagstraining teil.

## Klassifikationen

### Qualifying
| Pos. | Fahrer               | Konstrukteur      | Q1         | Q2         | Gesamt   | Start |
| ---- | -------------------- | ----------------- | ---------- | ---------- | -------- | ----- |
| 01   | Kimi Räikkönen       | McLaren-Mercedes  | 1:13,644   | 1:16,679   | 2:30,323 | 01    |
| 02   | Fernando Alonso      | Renault           | 1:14,125   | 1:16,281   | 2:30,406 | 02    |
| 03   | Mark Webber          | Williams-BMW      | 1:14,584   | 1:17,072   | 2:31,656 | 03    |
| 04   | Giancarlo Fisichella | Renault           | 1:14,783   | 1:17,317   | 2:32,100 | 04    |
| 05   | Jarno Trulli         | Toyota            | 1:15,189   | 1:17,401   | 2:32,590 | 05    |
| 06   | Nick Heidfeld        | Williams-BMW      | 1:15,128   | 1:17,755   | 2:32,883 | 06    |
| 07   | David Coulthard      | Red Bull-Cosworth | 1:15,329   | 1:18,538   | 2:33,687 | 07    |
| 08   | Michael Schumacher   | Ferrari           | 1:16,186   | 1:18,550   | 2:34,735 | 08    |
| 09   | Jacques Villeneuve   | Sauber-Petronas   | 1:15,921   | 1:19,015   | 2:24,936 | 09    |
| 10   | Rubens Barrichello   | Ferrari           | 1:16,142   | 1:18,841   | 2:34,983 | 10    |
| 11   | Felipe Massa         | Sauber-Petronas   | 1:16,218   | 1:18,902   | 2:35,120 | 11    |
| 12   | Vitantonio Liuzzi    | Red Bull-Cosworth | 1:16,817   | 1:20,335   | 2:37,152 | 12    |
| 13   | Patrick Friesacher   | Minardi-Cosworth  | 1:18,574   | 1:22,236   | 2:40,810 | 13    |
| 14   | Christijan Albers    | Minardi-Cosworth  | 1:19,229   | 1:22,977   | 2:42,206 | 14    |
| 15   | Tiago Monteiro       | Jordan-Toyota     | 1:19,408   | 1:23,670   | 2:43,078 | 15    |
| 16   | Narain Karthikeyan   | Jordan-Toyota     | 1:19,474   | 1:23,968   | 2:43,442 | 17    |
| 17   | Ralf Schumacher      | Toyota            | keine Zeit | keine Zeit | –        | 18    |
| 18   | Juan Pablo Montoya   | McLaren-Mercedes  | 1:14,858   | keine Zeit | –        | 16    |

Anmerkungen
1. ↑  Karthikeyan erhielt aufgrund eines Motorenwechsels eine Startplatzstrafe von zehn Plätzen.
2. ↑  Ralf Schumacher wurde erlaubt zu starten, da er im freien Training ausreichend schnell gefahren war.
3. ↑  Montoya erhielt aufgrund eines Getriebewechsels eine Startplatzstrafe von fünf Plätzen.

### Rennen
| Pos. | Fahrer               | Konstrukteur      | Runden | Stopps | Zeit        | Start | Schnellste Runde |
| ---- | -------------------- | ----------------- | ------ | ------ | ----------- | ----- | ---------------- |
| 01   | Kimi Räikkönen       | McLaren-Mercedes  | 78     | 1      | 1:45:15,556 | 01    | 1:15,921 (41.)   |
| 02   | Nick Heidfeld        | Williams-BMW      | 78     | 2      | + 13,877    | 06    | 1:17,159 (15.)   |
| 03   | Mark Webber          | Williams-BMW      | 78     | 2      | + 18,484    | 03    | 1:16,971 (77.)   |
| 04   | Fernando Alonso      | Renault           | 78     | 1      | + 36,487    | 02    | 1:16,600 (19.)   |
| 05   | Juan Pablo Montoya   | McLaren-Mercedes  | 78     | 1      | + 36,647    | 16    | 1:17,403 (50.)   |
| 06   | Ralf Schumacher      | Toyota            | 78     | 1      | + 37,177    | 18    | 1:17,070 (11.)   |
| 07   | Michael Schumacher   | Ferrari           | 78     | 2      | + 37,223    | 08    | 1:15,842 (40.)   |
| 08   | Rubens Barrichello   | Ferrari           | 78     | 2      | + 37,570    | 10    | 1:16,916 (51.)   |
| 09   | Felipe Massa         | Sauber-Petronas   | 77     | 2      | + 1 Runde   | 11    | 1:17,799 (16.)   |
| 10   | Jarno Trulli         | Toyota            | 77     | 2      | + 1 Runde   | 05    | 1:16,812 (38.)   |
| 11   | Jacques Villeneuve   | Sauber-Petronas   | 77     | 2      | + 1 Runde   | 09    | 1:17,482 (17.)   |
| 12   | Giancarlo Fisichella | Renault           | 77     | 1      | + 1 Runde   | 04    | 1:16,776 (20.)   |
| 13   | Tiago Monteiro       | Jordan-Toyota     | 75     | 1      | + 3 Runden  | 15    | 1:20,747 (12.)   |
| 14   | Christijan Albers    | Minardi-Cosworth  | 73     | 1      | + 5 Runden  | 14    | 1:20,237 (22.)   |
| –    | Vitantonio Liuzzi    | Red Bull-Cosworth | 59     | 1      | DNF         | 12    | 1:18,030 (43.)   |
| –    | Patrick Friesacher   | Minardi-Cosworth  | 29     | 1      | DNF         | 13    | 1:19,037 (19.)   |
| –    | David Coulthard      | Red Bull-Cosworth | 23     | 0      | DNF         | 07    | 1:17,693 (15.)   |
| –    | Narain Karthikeyan   | Jordan-Toyota     | 18     | 3      | DNF         | 17    | 1:22,019 (14.)   |

## WM-Stände nach dem Rennen
Die ersten acht des Rennens bekamen 10, 8, 6, 5, 4, 3, 2 bzw. 1 Punkt(e).

### Fahrerwertung
| Pos. | Fahrer               | Konstrukteur      | Punkte |
| ---- | -------------------- | ----------------- | ------ |
| 01   | Fernando Alonso      | Renault           | 049    |
| 02   | Kimi Räikkönen       | McLaren-Mercedes  | 027    |
| 03   | Jarno Trulli         | Toyota            | 026    |
| 04   | Mark Webber          | Williams-BMW      | 018    |
| 05   | Nick Heidfeld        | Williams-BMW      | 017    |
| 06   | Ralf Schumacher      | Toyota            | 017    |
| 07   | Giancarlo Fisichella | Renault           | 014    |
| 08   | Juan Pablo Montoya   | McLaren-Mercedes  | 014    |
| 09   | Michael Schumacher   | Ferrari           | 012    |
| 10   | David Coulthard      | Red Bull-Cosworth | 010    |
| 11   | Rubens Barrichello   | Ferrari           | 09     |
| 12   | Alexander Wurz       | McLaren-Mercedes  | 06     |

| Pos. | Fahrer             | Konstrukteur      | Punkte |
| ---- | ------------------ | ----------------- | ------ |
| 13   | Jacques Villeneuve | Sauber-Petronas   | 05     |
| 14   | Pedro de la Rosa   | McLaren-Mercedes  | 04     |
| 15   | Christian Klien    | Red Bull-Cosworth | 03     |
| 16   | Felipe Massa       | Sauber-Petronas   | 02     |
| 17   | Vitantonio Liuzzi  | Red Bull-Cosworth | 1      |
| 18   | Tiago Monteiro     | Jordan-Toyota     | 0      |
| 19   | Narain Karthikeyan | Jordan-Toyota     | 0      |
| 20   | Jenson Button      | BAR-Honda         | 0      |
| 21   | Patrick Friesacher | Minardi-Cosworth  | 0      |
| 22   | Christijan Albers  | Minardi-Cosworth  | 0      |
| 23   | Takuma Satō        | BAR-Honda         | 0      |
| –    | Anthony Davidson   | BAR-Honda         | 0      |

### Konstrukteurswertung
| Pos. | Konstrukteur     | Punkte |
| ---- | ---------------- | ------ |
| 01   | Renault          | 063    |
| 02   | McLaren-Mercedes | 051    |
| 03   | Toyota           | 043    |
| 04   | Williams-BMW     | 035    |
| 05   | Ferrari          | 021    |

| Pos. | Konstrukteur      | Punkte |
| ---- | ----------------- | ------ |
| 06   | Red Bull-Cosworth | 014    |
| 07   | Sauber-Petronas   | 07     |
| 08   | Jordan-Toyota     | 0      |
| 09   | BAR-Honda         | 0      |
| 10   | Minardi-Cosworth  | 0      |